# Бэнкс (Арканзас)
Бэнкс (англ. Banks, Arkansas) — город, расположенный в округе Брадли (штат Арканзас, США) с населением в 120 человек по статистическим данным переписи 2000 года.

## География
По данным Бюро переписи населения США город Бэнкс имеет общую площадь в 1,04 квадратных километров, водных ресурсов в черте населённого пункта не имеется.
Город Бэнкс расположен на высоте 63 метра над уровнем моря.

## Демография
По данным переписи населения 2000 года в Бэнксе проживало 120 человек, 32 семьи, насчитывалось 50 домашних хозяйств и 63 жилых дома. Средняя плотность населения составляла около 120 человек на один квадратный километр. Расовый состав Бэнкса по данным переписи распределился следующим образом: 72,50 % белых, 20,00 % — чёрных или афроамериканцев, 3,33 % — представителей смешанных рас, 4,17 % — других народностей. Испаноговорящие составили 5,00 % от всех жителей города.
Из 50 домашних хозяйств в 26,0 % — воспитывали детей в возрасте до 18 лет, 40,0 % представляли собой совместно проживающие супружеские пары, в 20,0 % семей женщины проживали без мужей, 36,0 % не имели семей. 30,0 % от общего числа семей на момент переписи жили самостоятельно, при этом 18,0 % составили одинокие пожилые люди в возрасте 65 лет и старше. Средний размер домашнего хозяйства составил 2,40 человек, а средний размер семьи — 2,97 человек.
Население города по возрастному диапазону по данным переписи 2000 года распределилось следующим образом: 22,5 % — жители младше 18 лет, 10,0 % — между 18 и 24 годами, 25,0 % — от 25 до 44 лет, 20,0 % — от 45 до 64 лет и 22,5 % — в возрасте 65 лет и старше. Средний возраст жителей составил 41 год. На каждые 100 женщин в Бэнксе приходилось 118,2 мужчин, при этом на каждые сто женщин 18 лет и старше приходилось 111,4 мужчин также старше 18 лет.
Средний доход на одно домашнее хозяйство в городе составил 23 958 долларов США, а средний доход на одну семью — 25 000 долларов. При этом мужчины имели средний доход в 24 583 доллара США в год против 21 875 долларов среднегодового дохода у женщин. Доход на душу населения в городе составил 10 416 долларов в год. Все семьи Бэнкс имели доход, превышающий уровень бедности, 20,8 % от всей численности населения находилось на момент переписи населения за чертой бедности, при этом 8,3 % из них были моложе 18 лет и 30,8 % — в возрасте 65 лет и старше.